# 古墳GALのコフィー
『古墳ギャルのコフィー』（こふんギャルのコフィー）は、蛙男商会製作の、Macromedia Flashによるフラッシュアニメである。
2005年5月にkaeruotoko.comにて第1話が公開され、ネットでは全10話が公開された。主人公のコフィーは元々、蛙男商会がFLASH製作を始める以前にkaeruotoko.comに掲載していたコラムのキャラクターだった。
以降シリーズ化され、これまでに数シリーズが公開されている。

## 概要
他の蛙男商会作品と同じく、初期作品は脚本、演出、監督、作画など、全てをFROGMANが手がけていた（近作は文芸・作画など一部のパートで協力者がいる）。
声優もFROGMAN自身がほぼ当てているが、ドロシー以外の女性キャラクターのほとんどは女性声優が担当している。
テレビ版第1シリーズの第3話に登場するハニタマショップ店長の声はフルヤマヨウヘイ、第6話に登場する小野小町先生の声は小室亜沙が担当した。

## シリーズ展開略歴
※各シリーズの子細な放送・上映情報については、本項末の“#関連項目 ”から該当する項目のリンク先参照のこと。

### WEB版
2005年にCMサイトで、2週間に1話のペースで配信され、全10話が作られている。

### テレビシリーズ第1期
2006年4月から同年6月まで、テレビ朝日系列のオムニバステレビアニメ番組『THE FROGMAN SHOW』枠内において、タイトルを『古墳ギャルのCoffy』として放映した。（秘密結社鷹の爪との二本立て）基本的にはネットで公開されたものをベースとしているが、テレビアニメ化に伴い、若干変更が施されている。

### テレビシリーズ第2期
2009年10月よりテレビ朝日系列のテレビアニメ番組『秘密結社鷹の爪 カウントダウン』枠内において第2期シリーズ『古墳ギャルのコフィー　キャンパスライフ』がスタート。諸般の事情によりコフィー役の声優がホンマキョウコ（本間恭子）から本職声優である相沢舞に変わった。

### 劇場版アニメ
2007年3月、『古墳ギャルのCoffy 〜桶狭間の戦い〜』というタイトルで劇場版が公開された（『THE FROGMAN SHOW 秘密結社 鷹の爪　THE MOVIE〜総統は二度死ぬ〜』と同時上映）。詳細はTHE FROGMAN SHOW#劇場版を参照。
2008年5月劇場版第2弾『古墳ギャルのCoffy〜12人と怒れる古墳たち〜』が公開（『THE FROGMAN SHOW 秘密結社 鷹の爪　THE MOVIE2〜私を愛した黒烏龍茶〜』と同時上映）。
2010年1月劇場版第3弾『古墳ギャルのCoffy〜コフンデレラ〜』が公開（『秘密結社 鷹の爪 THE MOVIE3〜http:// 鷹の爪.jpは永遠に〜』と同時上映）。

## あらすじ
古墳が集う学園や大学に通う前方後円墳ギャル・コフィーと、彼女を取り巻く古墳や墳丘墓達が繰り広げるシュールコメディ。

## 登場キャラクター

### メインキャラクター

#### コフィーの家族
コフィー
声 - ホンマキョウコ（第1期）、相沢舞（第2期）
本作の主人公。前方後円墳ギャル。第1期は17歳で東京都立古墳高校2年2組の生徒、第2期（キャンパスライフ）は20歳で国立古墳大学の学生。名前の由来は映画『Coffy』より。両親は中古車販売店を経営している。
倒れたりすると埋葬されている中の人が出てくる。副葬品の鉄剣は国の文化財指定を受けている模様。全身には木が植えられており普段は緑色だが、植えてある木が紅葉すると体が茶色になることがある。
ニントクに好意を抱いており、そのことを前方後方墳ギャル・ドロシーが嫉妬している。初期はまれにすさまじい暴言を吐くことはあっても、いたって普通の女の子らしい古墳であったが、途中から暴言の数が激増。ダニエルをバカにしていない数少ないキャラクターだったのが、第2期ではダニエルに酷い言葉を度々浴びせたり、矢を放ったり、さらには罪を被せてその結果死刑にしたりなど、何かとダニエルを痛めつけるようになった。そのため、すっかり他の古墳から墳丘墓（ダニエル）に対してもっとも酷いことをする古墳と思われているようである。基準的にはダニエル＜鹿肉。第2期から怒るとアイアンクラブを振り回し、自分の周りを手当たりしだい壊すようになった。
パパ
コフィーの父親で中古車販売店を経営している。
頑固で厳しい性格だが、実は娘思いの心配症である。テレビ未放送のエピソードで間違えて体の木を松に植え替えたため、秋に紅葉しなくてすねてダニエルに八つ当たりしてしまったことがある。また、コフィーに自分の上でキャンプさせて火事が起きたこともある。
かつては「音速の古墳」と呼ばれたF1パイロットであり、88年にはドライバーズチャンピオンに輝いているほどである。また、その年のインディアナポリスで、後のコフィーのママと出会っている。現在でもF1仲間と交流がある。
ママ
コフィーの母親。作中では一度も怒った事が無いほど優しい性格。
元マクラーレンホンダのピットクルーとして世界を回っていた事があり、今でも10秒フラットでタイヤ交換ができる。
他のキャラクターと違い、体がピンク色なのは、植えてある木が桜のためで、一年中満開になっている。
自分の「中の人」でラーメンの出汁をとったこともあるらしく、懐かしい味がするらしい。
上田
コフィーのペットの馬形埴輪。
短気な性格で、怒ると前足で竹刀を振り回す癖があり、なにかとよくダニエルを空の彼方へ蹴り飛ばしている。実は古墳高校の裏番長だった。裏番長になる時は大魔神のように顔が変わる。
第2期では第1話にしか登場せず、コフィーの話ではその後すっかり元気を失くしているという（出しそびれてしまったとのこと）。
元ネタは上田馬之助と思われる。

#### 古墳高校、及び古墳大学関係者
ダニエル
コフィーの幼馴染の四隅突出型墳丘墓で、古墳高校時代はコフィーのクラスメイト。第2期では大学受験に失敗して浪人生となり、生活費を稼ぐために桶狭間が営む古墳大学の生協でレジのアルバイトをしている。名前の由来は『ベストキッド』のダニエルから。
他の古墳たち（特に女子）からは「墳丘墓のくせに」と馬鹿にされているが、コフィーだけは彼と付き合いがある。コフィーのことが少し気になっているようだ。シジマールの物真似が得意なためゴールキーパーが上手いという一面も持つ。酒を飲むと体全体が赤くなって性格が豹変し、酔拳を繰り出す。
事柄の解決の犠牲になったり、さらには特別天然記念物や外来種やホームレスに住み着かれたり、宅地にされかけたりと、この作品で最も不運な目にあうキャラクターでもある。しかし何が起きても絶対死なないとても丈夫な体を持つ。
自分だけ古墳ではなく墳丘墓であることと、気が弱いことがコンプレックスであり、一度「中の人が変わると性格が変わる」という学術から、中の人を蘇我入鹿に入れ替えてかなりの不良と化してしまったことがある。
家は非常に貧乏だが、基本的に1日4回はカツアゲに遭うらしい。また、コフィーのペットの上田に空の彼方へよく蹴り飛ばされる。
なお、誕生日（中の人の命日）は4月19日。ダニエル自身はこれを「（4）死ぬほど、（1）いっぱい、（9）苦しむの4月19日」と語呂合わせしている。
ニントク（チャールズ）
コフィーが好意を抱いている前方後円墳。古墳高校時代はコフィーのクラスメイトで、第2期ではコフィーの恋人。背が高く、顔つきも良く、家柄もとびっきり。古墳の王位継承者でもある。名前の由来は仁徳天皇陵から。
コフィーだけでなく、女子古墳全員の憧れの的である。コフィーとの距離は話数が増すごとに次第に縮まっていった。時々他人を見下した言い方をする。また、古墳たちだけでなく、人間たちにも大きな権力を持っているようである。
第2期では古墳大学医学部に進学し、土木の勉強をしている。
また、第2期の第5話では名前がチャールズにされており、その回の本編中には所々でチャールズと表示し強調されていた。しかし、第7話（第6話は未登場）ではニントクに戻っており、この回でコフィーは「あっ、チャー（ルズ）…今週は違った、ニントクくん」と言っている。変更された理由は「いろいろ事情が多すぎるアニメなんだから気にしないで欲しい」（第8話でのコフィーのセリフより）とのこと。なお、劇場版第3弾『コフンデレラ』では、彼のキャラクター名はチャールズである。
桶狭間先生（桶狭間店長）
古墳高校時代、コフィーたちが在籍していたクラスの担任教師。蛙男商会の別作『3年B組桶狭間先生』からの使いまわしである。
外見は戦国時代の落ち武者そのもので、体に矢が刺さっている。ドスの効いた渋い声の持ち主。興奮すると工藤静香の『嵐の素顔』の振り付けを踊る。よく壇ノ浦など他の古戦場の名前と間違えられているが、その度に「桶狭間じゃ!」と訂正している。コフィーたちが入学したときには普通の武者の姿をしていたが、劇場版『桶狭間の戦い』のエピソードを経て落ち武者姿に変わってしまった。
第2期ではコフィーたちが高校を卒業した直後、突然乱心して嵐の素顔の振り付けが止まらなくなってしまい教師を止め、古墳大学の生協で店長をしている。その際「店長の桶狭間じゃ!」と名乗っている。アルバイトとして雇った卒業生のダニエルとともに店を仕切っている。
蛙男商会の本では『秘密結社鷹の爪』に登場するレオナルド博士と大学時代の同級生で親友であることが明かされている（詳細は不明）。
ドロシー
コフィーのライバルの前方後方墳で、古墳高校時代はコフィーのクラスメイト。
コフィーと同じくニントクに好意を抱いており、コフィーにガンをつけることもしばしば。性格と口調が悪く、いつもダニエルをいじめている。一度顔を丸く削る美容整形土木をしたが、欠陥工事で顔が崩れてしまったことがある。
第2期では古墳短大の学生になったが、授業にはほとんど出ずに繁華街で遊びまわっている。また、第1期では生えてなかった髪の毛が第2期ではパーマがかかった状態でついている。

### サブキャラクター

#### ネット公開版、及び第1期に登場
山本サブロー
コフィーが古墳高校内で起きた連続盗難事件の犯人を捜索しているうちに、なぜか辿り着いた連続現金輸送車襲撃事件の犯人。
テレビ番組『新婚さんいらっしゃいませ』に出場した際は、職業を「室内犬用ドックトレーニングセンターで携帯電話のバッテリーチャージ」と答えた。
結局、コフィーは彼を逮捕してしまったため、古墳高校の盗難事件は家が貧乏という理由だけでダニエルが捕まった。
元ネタは山本譲二。
本宮銀次郎
コフィーの学校の古墳番長。
硬派漫画の巨匠が描いたキャラクターを思わせる顔つきをしている。
コフィーに思いを寄せており、告白したが「乱暴な人はイヤ!」と突っぱねられた。
クフ
ピラミッド高校の番長でピラミッド。
手下たちが銀次郎に痛めつけられたことを復讐しに古墳高校を襲うも、ペットで肉食動物のスフィンクスもろとも、古墳高校の裏番長だった上田によって返り討ちにあう。
元ネタはクフ王の大ピラミッド。
エルビスの墓君
アメリカから古墳高校へやって来た留学生。
エルビス・プレスリーの墓。
留学したての頃、かなり間違った日本文化を信じており、忍者や侍が現在でも存在すると信じきっていた。
感動的な場面に日本では「チンピョロスポ〜ン」と言うとコフィーに騙されている。
手抜田記者
『菅井君と家族石』、『秘密結社鷹の爪』にも登場した手抜きで描かれたニュースキャスター。
古墳の王
ネット公開版、第1期共に最終話のみ登場。
ニントクの父親で平民を嫌っている古墳の王様。
古墳でありながら阿武隈ブヴァエモンともつながりを持つ冷徹な古墳。
ニントクよりも体は小さい。

#### 第1期のみに登場
小野小町先生
桶狭間が一目ぼれした美人の先生。担当教科は保健体育の中で最もヤッホー!（性教育）な部分。実は怪人タンス男が化けた姿。
怪人タンス男
テレビ放映版と同時放送された『秘密結社鷹の爪』に登場した怪人。
本来はタンス男からタンスが分離したもので、グロテスク。小野小町先生の正体の他にも、コフィーの中の人を守っていたりとランダムで登場する。
ロン・ジョーン
ドラゴン高校の番長。辮髪ボーイズを引き連れてダニエルを痛めつけたうえ、酒を浴びせる。しかし、酒を浴びせたのが仇となり、
最後は酔っ払ったダニエルの酔拳により、倒される。元ネタは映画『イヤー・オブ・ザ・ドラゴン』で敵役の香港マフィアのボスや『ラストエンペラー』で溥儀を演じたジョン・ローン。
ボイン・チャン先生
カンフーの達人でダニエルの武術の師匠。本名。
兄は宇宙研究所所長（2015年時）の「カワイコ・チャン」。ただしこちらは妻にそう呼ばれているだけで、本名かどうかは不明。
兄弟そろってダニエルの事が嫌い。そのために、彼はダニエルを地球救済をスケープゴートにしようとしたことがあった。そうあるにもかかわらず、なぜか（強くなりたい）ダニエルにカンフーをおしえたことがあった。
元ネタはミヤギ（『ベストキッド』より）。
ボブ
コフィーの知り合いの前方後円墳、ジェームズの父親で、老人の前方後円墳。
教育委員会の調査も終わり、彼の上にホームセンターが建つことが決定していたため、死を間近に迎え入院していた。
しかし、昔の恋人ジェニファーに渡していた物が、かつて中国の皇帝が邪馬台国の卑弥呼に送った金印であったことが発覚し、彼は卑弥呼の墓であったことが判明。ホームセンター建設は白紙撤回となり死を逃れた。
コゾシ
田舎から東京に上京してきた前方後円墳。
会社を首になり、そのため彼女に別れられた事を苦に飛び降り自殺をしようとしていたところをコフィーに止められる。
また、復元古墳であり、中の人がいない事にもコンプレックスを持っている。コゾシ曰く、「実際の自分は今の位置より50m離れた所にいる」という。
コフィー達と近くにいた古墳の出産を手伝うことになり、その出産を見て改めて生きる気力を手に入る。
元ネタは島根県松江市にある古墳の丘古曾志公園（こふんのおかこそしこうえん）。
ピーター・カーネギーとピーターのパパ
第1期の第4話、第7話、第10話のみに登場。
冒頭のシーンに登場し、仲良く（?）キャッチボールをしているだけの、ただの脇役キャラクターである。
第7話では鹿肉パーティーの客として登場している。
後に彼らをメインキャラクターとした『電脳戦士 土管くん』が作られている。
中の人食いザメのジョージ
海にいる古墳に襲いかかり、中の人を奪って食べてしまう恐ろしいサメ。
古墳高校の近所の海に出没し、コフィー、ダニエル、そして桶狭間によって退治される。
似たような仲間に中の人食いマンボウのコガネザワがいたが、こちらもコフィーによって退治される。
元ネタはジョーズと山本譲二。そして劇中で唯一実写のシーンがある。
編集者 竪穴、カメラマン 貝塚
第8話前半でコフィーの未発掘の部分を無断で見学した二人だがタンス男に襲われて警察に逮捕された時には、真っ白な状態となってしまい一言も口を聞かなかった。
モリスエ
第8話後半でドロシーを丸く整形した「インチキ土木工業」の社長。ラストでトロシーを元に戻すため、コフィーとダニエルに手抜き工事の事を問い詰められ、コフィーたちを駐車場にしようとしたが、ニントクによって部下たちが倒され、窮地に陥った彼はパワーショベルでコフィーたち共々、道連れにしようとしたがニントクの華麗なる攻撃によって玉砕された。
パトリックとオールドマン
第4話後半で「古墳・埴輪の入店おことわり」の人気ラーメン屋「味一」の審査員。味一の大将とコフィーのママによるラーメンの味対決では、コフィーのママが作ったラーメンが美味しいと評価した。元ネタは実在の俳優でもあるパトリック・スウェイジ（『アウトサンダー』時の姿）とゲイリー・オールドマン（『ドラキュラ』の時の姿）。なおFROGMANお気に入りのキャラクターという事もあって、他の蛙男商会の作品でも登場している。

#### 第2期のみに登場
後藤ヘル代
駅の裏の雑居ビルで店を構える人気占い師であるが、実は阿武隈ブヴァエモン（後述）と組んで悪だくみをしていたインチキ占い師。名前はGO TO HELLから。
ネット上で自分の評価を上げるため、一人で何個ものアカウントを作成し、自作自演コメントを書きまくっていた。
ダニエルに「ずぶ濡れの花嫁」と改名するよう強要した。口癖は「GOTO HELL（ゴー・トゥー・ヘル）だよ!」
『秘密結社鷹の爪.jp』第56話では、霊能者として再登場している。
養老の滝タケシ
蛙男商会の短編『微生物侍 episode #00』からの使い回しキャラクター。
古墳大学の教授。専門は古墳の解剖学で、元ネタは養老孟司。
古墳や墳丘墓の性格は埋葬されている中の人によって決まるという研究結果を持っており、ダニエルの中の人を蘇我入鹿に入れ替え、不良に変貌させてしまう。
一人で駄洒落やボケを連発する。
安土ジョー
古墳大学の学生で、コフィー達より上級生の城。
幼いころから日本中を放浪しており、自由奔放、傲慢、天邪鬼、短気で暴力的な性格で、毎日喧嘩に明け暮れていた。
コフィーにボクシングで天下を取ろうと勧められていたが、それを断り続けていた。しかし、墓石（後述）との出会いにより、ボクシングで墓石に勝つという目標を掲げる。
文化庁から国宝への指定を受け、傷がつかないよう墓石との試合の中止を宣告されるが、それを拒否して墓石とのボクシング対決に挑み、真っ白に燃え尽きた。
元ネタは安土城と矢吹丈（『あしたのジョー』より）。天主の部分にいる中の人は織田信長。
墓石徹
安土が喧嘩した墓石集団のボスで、霊園大学ボクシング部キャプテンの墓石。
その力はあまりにも強大で、たった三試合で5人もK.O.しているという。
手下たちの復讐のため、安土に喧嘩を仕掛ける。しかし、コフィーによって止められ、リングの上で決着を付けるよう勧められる。
元ネタは力石徹（『あしたのジョー』より）。
ジミーの墓君
古墳大学に現れた伝説のギタリストで、世界中のギターの神様と呼ばれる人たちがギターの神様と呼ぶほどの逸材。
エルビスの墓君と同様、ジミ・ヘンドリックスの墓である。
興が乗ってくるとついギターを壊してしまうのが癖で、コフィーのギターは彼によって破壊された。
また、彼の使うギターには軽く数億円の価値があるとされており、コフィーは自分の壊されたギターのお詫びにもらった彼のギターを、ついついネットオークションに掛けてしまった。
高松塚
古墳大学野球部員でエースピッチャー兼主将を務める円墳。
連戦連敗の野球部建て直しのために勘違いから、コフィーを監督代行に就ける。結果、野球部は勝利し、連敗も止まった。
元ネタは高松塚古墳。
鍵穴
古墳大学の学生だが、前方後円墳と鍵穴の形が似ているという理由だけで出ることになった出オチキャラ。
形が前方後円墳と似ているため自分はずっと古墳だと思っていたが、他の学生に「古墳ではなく鍵穴ではないのか」と指摘されて以降、自分を見失ってしまい、自分探しの旅に出ていた。
その後、古墳大学に現れる目も口も鼻もない前方後円墳のお化けと呼ばれるようになったが、コフィーの尽力によって合鍵との出会いを果たす。

#### ネット公開版、第1期、第2期に登場
阿武隈ブヴァエモン
阿武隈建設の社長。ダニエルのおなかの上に埋蔵文化財の発掘調査や所定の手続きを無視して違法にマンションを立てようとし、ニントクによって阻止された。
第2期第1話でも懲りずに悪徳商法を行っている。また、劇場版第2作にもカミナリオヤジとして登場し、コフィーにマンドラゴラを生やした盆栽を壊されてしまう。
サブキャラクターの中で劇場版を除くシリーズすべてに登場したのは彼だけである。
蛙男商会の別作『吉田の就職状況繁盛記!! 〜ハトボーイ、ピジョンを行く編〜』『社長と私』『宇宙食堂味よし』からの使いまわしキャラクター。

#### 劇場版のみに登場
パスカル
劇場版に必ず登場するキャラクターで、毎回異なった立場になっている。
彼の大元はコフィーシリーズと同じくFROGMAN作品の『電脳戦士 土管くん』に登場するキャラクターで、そこからの使いまわしである。
劇場版第1作『桶狭間の戦い』では今川義元の家来として、劇場版第2作『12人と怒れる古墳たち』ではダニエルの担当弁護士として、劇場版第3作『コフンデレラ』ではコフィーの継母として登場する。

### その他のキャラクター

#### 小さい人たち
小さい人
身長30cmほどの人間。普通サイズの人間と違って髪型は角髪を結っているなど古墳時代の格好をしており、作中決して声を出すことがない。
後述の生前の中の人や古墳ビルダーが該当する。
中の人
復元以外、全ての古墳に必ず入っている小さな人間の死体。本来の古墳では埋葬された人にあたる。
中の人になるのは豪族や王族出身の小さい人で、この小さい人が死に、埋葬されることによって古墳が誕生する。養殖中の人も存在するが、古墳の中の人が丁寧に扱われるのと違って釣餌にされるなど扱いは雑である。
古墳たちにとって人間でいう脳や心に相当する存在でもある。そのため、本来埋葬されている中の人と、別の中の人を入れ替えると、性格が変わったり、交換した相手と体が入れ替わってしまったりする。
女性の古墳は中の人が泣きながら笑うと幸運が訪れるという。ふだんは顔を上に向け、白目をむいた苦悶の表情をしている。
ピラミッド高校のピラミッドたちには「中のミイラ」が入っていた。古墳やピラミッドにとって中の人や中のミイラは他人に見られたくない恥ずかしいものらしい。
古墳ビルダー
本来の古墳では古墳を建造した人にあたる、小さい人の一種。
全ての古墳の生みの親とも言うべき存在で、近年は古墳時代ではないため少古墳化が問題となっている。そのため、古墳ビルダーの高齢化と若い古墳ビルダーの減少が指摘されている。
気性が荒くてプライドの高い職人気質な人が多く、何かとすぐ他の古墳ビルダーと喧嘩をしたり、現場監督に文句をつけ出す。そのため古墳作りの中ではこの古墳ビルダーたちのメンタルマネジメントが一番難しいとされている。
女性の古墳が産気づくことによって彼らが新しい古墳を作り出すが、それは同時に、近くで豪族や王族出身の小さい人が死にかけているか、既に死んでいるということである。

## 各話タイトル

### ネット公開版
話数には、左側に#がつく。
1. 「イントロ」
2. 「ダニエルの野望」
3. 「思春期最前線」
4. 「ダニエルの危機」
5. 「古墳GAL白書」
6. 「恋のプレゼント大作戦」
7. 「古墳番長、参上！」
8. 「アメリカから来た男」
9. 「古墳刑事」
10. 「さよなら！古墳GAL」

※なお、現在ネット公開は終了している。

### 第1期シリーズ
1. 「ダニエルの受難」
2. 「アメリカから来た男達」
3. 「古墳ギャル白書」
4. 「古墳家族」
5. 「ケンカ古墳」
6. 「桶狭間先生の恋」
7. 「ジョージ」
8. 「ビューティフル古墳」
9. 「ライフ」
10. 「クリスマス大作戦」（テレビ未放映）
11. 「2015」
12. 「さよなら古墳ギャル」

※#3の動画内のタイトル表記は#4と同じ「古墳家族」になっているが、蛙男のネットラジオによると「単なるミス」とのこと。

### 第2期シリーズ
1. 「GOTO HELLだよ！」
2. 「養老の滝タケシ先生」
3. 「少古墳化」
4. 「あづちのジョー」
5. 「サワクラ」
6. 「パープルヘイズ」
7. 「外来種クライシス」
8. 「オールディーズ」
9. 「鍵穴」
10. 「転校生」
11. 「スカイハイ」

※#11は、劇場版第3弾のパンフレットなどで、元々は映画用に作られていたエピソードだったが、尺が長くなりすぎたためアニメ最終回に回されたと書かれている。

## 補足
FROGMANは当初、コフィーの声を自分で出そうと考えていた。しかしどうやってもうまくいかず、コフィーの声をホンマキョウコに頼んでもらった（自分で出せるようになった作品はOVA版の『秘密結社鷹の爪THE MOVIE4 カスペルスキーを持つ男』）。
THE FROGMAN SHOWのプロモーション作品として、この作品に登場するダニエルを主人公としたスピンオフ作品、「墳丘墓サラリーマン ダニエル」が、kaeruotoko.comにて公開されていた（現在は公開を終了している。）

### 各話タイトル
- その1「耳を疑うような話の巻」
- その2「宣伝会議」
- その3「キャッチコピー」
- その4「CM製作会議」
- その5「TAF大作戦」
- その6「モバイル作戦」